# Euplectrus utetheisae
Euplectrus utetheisae är en stekelart som beskrevs av Mani och Kurian 1953. Euplectrus utetheisae ingår i släktet Euplectrus och familjen finglanssteklar. Inga underarter finns listade i Catalogue of Life.